# Commercial Point
Commercial Point és una població dels Estats Units a l'estat d'Ohio. Segons el cens del 2000 tenia 776 habitants.

## Demografia
Segons el cens del 2000, Commercial Point tenia 776 habitants, 277 habitatges, i 222 famílies. La densitat de població era de 274,9 habitants per km².
Dels 277 habitatges en un 44% hi vivien nens de menys de 18 anys, en un 66,8% hi vivien parelles casades, en un 9,4% dones solteres, i en un 19,5% no eren unitats familiars. En el 14,8% dels habitatges hi vivien persones soles el 6,5% de les quals corresponia a persones de 65 anys o més que vivien soles. El nombre mitjà de persones vivint en cada habitatge era de 2,8 i el nombre mitjà de persones que vivien en cada família era de 3,13.
Per edats la població es repartia de la següent manera: un 30,5% tenia menys de 18 anys, un 6,8% entre 18 i 24, un 35,3% entre 25 i 44, un 19,7% de 45 a 60 i un 7,6% 65 anys o més.
L'edat mediana era de 34 anys. Per cada 100 dones de 18 o més anys hi havia 93,9 homes.
La renda mediana per habitatge era de 55.563 $ i la renda mediana per família de 56.806 $. Els homes tenien una renda mediana de 33.571 $ mentre que les dones 26.625 $. La renda per capita de la població era de 21.964 $. Aproximadament el 6,7% de les famílies i el 9% de la població estaven per davall del llindar de pobresa.

## Poblacions més properes
El següent diagrama mostra les poblacions més properes.